# Lista de bairros de Toronto
Esta é uma lista de bairros e distritos da cidade canadense de Toronto.

## Old Toronto
- The Annex
- Bay Street / The Financial District
- The Beaches
- Bloorcourt Village
- Bloordale Village
- Bloor West Village
- Cabbagetown
- Chinatown
- Church and Wellesley / The Gay Village
- Corktown
- The Danforth /Greektown
- Deer Park
- The Distillery District
- The Fashion District
- Forest Hill / Forest Hill Village
- Gardens District
- Gerrard Street East
- Harbourfront
- High Park
- The Junction
- Kensington Market
- Koreatown
- Leslieville
- Liberty Village
- Little Italy
- Moore Park
- North Toronto
- Parkdale
- Playter Estates
- Portugal Village
- Rathnelly
- Regent Park
- Riverdale
- Roncesvalles Village
- Rosedale
- Queen Street West
- St. James Town
- St. Lawrence
- Summerhill, Toronto|Summerhill
- Swansea, Toronto|Swansea
- Toronto Islands
- Yonge and Eglinton
- Yorkville, Toronto|Yorkville

## East York
- Leaside
- Pape Village
- Thorncliffe Park
- Topham Park
- Parkview Hills
- Cresent Town

## Etobicoke
- Islington
- The Kingsway
- Long Branch
- Mimico
- New Toronto
- Rexdale
- Richview
- Thistletown

## Scarborough
- Agincourt
- Bendale (Cedarbrae)
- Birch Cliff
- Bridlewood
- Clairlea
- Cliffside
- Cliffcrest
- Guildwood
- Highland Creek
- Hillside
- L'Amoreaux
- Malvern
- Maryvale
- Oakridge
- Port Union
- Scaborough Junction
- Scarborough Village
- Tam O'Shanter
- West Hill
- West Rouge
- Wexford
- Wishing Well Acres
- Woburn

## North York
- Amour Heights
- Amesbury
- The Bridle Path
- Bathurst Manor
- Bayview Village
- Caribou Park
- Cricket Club
- Don Mills
- Don Valley Village
- Downsview
- Dublin Heights
- Elia
- Emery
- Flemingdon Park
- Glen Park
- Graydon hall
- Henry Farm
- Hogg's Hollow
- Humber Summit
- Jane and Finch
- Lawrence Heights
- Lawrence Manor
- Lawrence Park
- Lansing
- Ledbury Park
- Newtonbrook
- North York Centre
- Oriole
- Parkwood
- Parkway Forest
- The Peanut
- Victoria Park Village
- Windfields
- Willowdale
- York Mills

## York
- Baby Point
- Cedervale
- Fairbanks
- Humewood
- Lambton
- Harwood
- Old Mill
- Mount Dennis
- Runnymede
- Silverthorn
- Syme
- Weston